# Кутерн
Кутерн (фр. Couterne) насеље је и општина у северној Француској у региону Доња Нормандија, у департману Орн која припада префектури Алансон.
По подацима из 2011. године у општини је живело 1007 становника, а густина насељености је износила 94,29 становника/km². Општина се простире на површини од 10,68 km². Налази се на средњој надморској висини од 128 метара (максималној 217 m, а минималној 119 m).

## Демографија
| 1962. | 1968. | 1975. | 1982. | 1990. | 1999. | 2011. |
| ----- | ----- | ----- | ----- | ----- | ----- | ----- |
| 1.048 | 1.049 | 1.047 | 1.027 | 1.038 | 1.011 | 1.007 |

График промене броја становника у току последњих година